# Брадикинезия
Брадикинезия (от др.-греч. βραδύς — медленный и κίνησις — движение) — замедление активных и содружественных движений, один из существенных симптомов поражения бледного шара. Брадикинезия сопровождается значительным повышением мышечного тонуса (ригидность мышц) и может наблюдаться при отсутствии истинного пареза. Обусловлена поражением экстрапирамидной системы. Развивается при паркинсонизме после летаргического энцефалита Экономо, болезни Паркинсона, атеросклерозе сосудов мозга и некоторых наследственных заболеваниях (болезни Вильсона-Коновалова, псевдосклерозе). 
Брадикинезия включает следующие состояния: брадибазия (греч. βάσις — движение, шаг) — замедленность ходьбы; брадипраксия (греч. πρᾶξις — действие) — замедленность действия; брадилексия (греч. λέξις — слово, речь, чтение) — замедленность чтения; брадифазия, брадилалия (греч. φάσις, λαλιά — речь) — замедленная, но правильно координированная речь. Брадифазия встречается в детском возрасте и у взрослых; артикуляция затруднена, продолжительный разговор вызывает усталость; часто брадилалия наблюдается у выздоравливающих. Лечить следует основное заболевание.
Заболевание поддается терапии, особенно на ранних стадиях. Как всегда при болезни Паркинсона, лечение подбирается индивидуально. Лекарства, которые работают для одного человека, могут быть неэффективными для другого, поэтому врач иногда пробует несколько вариантов, чтобы определить, что для конкретного пациента будет работать лучше.